# 遠藤光
遠藤 光（えんどう ひかる、2000年6月5日 - ）は、神奈川県出身のプロサッカー選手。Jリーグ・ヴァンフォーレ甲府所属。ポジションはミッドフィールダー。

## 略歴
三菱養和ユース出身。同クラブの同期に中村敬斗、アペルカンプ真大らがいる。神奈川県立菅高等学校卒業後は専修大学商学部に進学し、サッカー部に入部。同大サッカー部の一学年先輩に加藤慎太郎、同期に井上詩音、菊地健太らがいる。。2022年10月、井上と共に2023年シーズンからのヴァンフォーレ甲府加入内定が発表された。
2024年3月28日、テゲバジャーロ宮崎への期限付き移籍が発表された。4月10日、J3第9節FC今治戦にてJリーグデビュー。9月22日、J3第29節奈良クラブ戦でJ初ゴール。12月9日、期限付移籍期間の満了と甲府への復帰が発表された。

## 所属クラブ
- 2007年 - 2013年 中野島FC (川崎市立中野島小学校)
- 2013年 - 2016年 三菱養和SC調布ジュニアユース (川崎市立中野島中学校)
- 2016年 - 2019年 三菱養和SCユース (神奈川県立菅高等学校)
- 2019年 - 2023年 専修大学
- 2023年 -  ヴァンフォーレ甲府
  - 2024年3月 - 同年12月  テゲバジャーロ宮崎 (期限付き移籍)

## 個人成績
| 国内大会個人成績 | 国内大会個人成績 | 国内大会個人成績 | 国内大会個人成績 | 国内大会個人成績 | 国内大会個人成績 | 国内大会個人成績 | 国内大会個人成績 | 国内大会個人成績 | 国内大会個人成績 | 国内大会個人成績 | 国内大会個人成績 |
| 年度             | クラブ           | 背番号           | リーグ           | リーグ戦         | リーグ戦         | リーグ杯         | リーグ杯         | オープン杯       | オープン杯       | 期間通算         | 期間通算         |
| 年度             | クラブ           | 背番号           | リーグ           | 出場             | 得点             | 出場             | 得点             | 出場             | 得点             | 出場             | 得点             |
| 日本             | 日本             | 日本             | 日本             | リーグ戦         | リーグ戦         | リーグ杯         | リーグ杯         | 天皇杯           | 天皇杯           | 期間通算         | 期間通算         |
| ---------------- | ---------------- | ---------------- | ---------------- | ---------------- | ---------------- | ---------------- | ---------------- | ---------------- | ---------------- | ---------------- | ---------------- |
| 2023             | 甲府             | 20               | J2               | 0                | 0                | -                | -                | 0                | 0                | 0                | 0                |
| 2024             | 宮崎             | 34               | J3               | 22               | 2                | 0                | 0                | 1                | 0                | 23               | 2                |
| 2025             | 甲府             | 20               | J2               |                  |                  |                  |                  |                  |                  |                  |                  |
| 通算             | 日本             | 日本             | J2               | 0                | 0                | 0                | 0                | 0                | 0                | 0                | 0                |
| 通算             | 日本             | 日本             | J3               | 22               | 2                | 0                | 0                | 1                | 0                | 23               | 2                |
| 総通算           | 総通算           | 総通算           | 総通算           | 22               | 2                | 0                | 0                | 1                | 0                | 23               | 2                |

- Jリーグ初出場 - 2024年4月10日 J3第9節 FC今治戦(いちご)
- Jリーグ初ゴール - 2024年9月22日 J3第29節 奈良クラブ戦(ロートF)

## 代表歴
- U-15日本代表
  - 日本-メコンU-15交流プログラム(2015年7月)、タイ遠征(2015年7月)